# Các xưởng diêm tiêu Humberstone và Santa Laura
Các xưởng diêm tiêu Humberstone và Santa Laura là hai xưởng đã từng sản xuất diêm tiêu (KNO3 và NaNO3) tại vùng Tarapacá, miền bắc Chile. Các xưởng này đã được UNESCO công nhận là di sản thế giới từ năm 2005.

## Địa lý
Hai xưởng này nằm cách 48 km về phía đông của Iquique, trong sa mạc Altacama, ở vùng Tarapacá, miền bắc Chile. Hai xưởng này cùng với Chacabuco, Maria Elena, Pedro de Valdivia, Puelma và Aguas Santas được biết đến như là các "thị trấn nitrat". Riêng Chacabuco là một trường hợp đặc biệt vì nó cũng được sử dụng như một trại tập trung trong chế độ của Pinochet năm 1973 và ngày nay xung quanh nó vẫn còn rất nhiều các bãi mìn.

## Lịch sử
Năm 1872, công ty khai thác nitrat Guillermo Wendell đã thành lập các xưởng khai thác tại Santa Laura, khi đó khu vực này vẫn là một phần của Peru. Trong cùng năm đó, James Thomas Humberstone cũng đã thành lập "công ty nitrat Peru" và mở xưởng "La Palma". Cả hai công ty này sau đó đã phát triển nhanh chóng và trở thành các thị trấn mỏ bận rộn đặc trưng với các tòa nhà theo phong cách Anh.
Trong khi La Palma trở thành một trong những nhà khai thác muối mỏ lớn nhất trong toàn vùng, thì Santa Laura đã không làm tốt vì sản lượng thấp. Nó được chuyển giao vào năm 1902 cho Công ty nitrat Tamarugal. Năm 1913, Santa Laura tạm ngừng sản xuất cho đến khi quy trình chiết xuất Shanks được đưa vào giúp nâng cao năng suất.
Tuy nhiên, mô hình kinh tế này đã sụp đổ trong thời kỳ Đại khủng hoảng năm 1929 vì sự phát triển của quá trình tổng hợp amonia của hai nhà bác học Fritz Haber và Carl Bosch, đóng vai trò quan trọng cho tổng hợp phân bón và chất nổ. Hai công ty phá sản và sau đó được bán lại cho COSATAN (Compañía Salitrera de Tarapacá y Antofagasta) vào năm 1934. COSATAN đổi tên La Palma thành "Oficina Santiago Humberstone" để vinh danh người sáng lập. Công ty đã cố gắng để sản xuất một loại muối tự nhiên cạnh tranh được bằng cách hiện đại hóa xưởng Humberstone, và nó trở thành thành công ty thành công nhất về muối mỏ năm 1940.
Cả hai công trình đều bị bỏ hoang vào năm 1960 sau khi sự suy giảm nhanh chóng khiến COSATAN sụp đổ vào năm 1958. Năm 1970, sau khi trở thành "thị trấn ma", hai xưởng này được tuyên bố là Di tích quốc gia và mở cửa cho du lịch và sau đó được công nhận là Di sản thế giới của UNESCO vào năm 2005.

## Hình ảnh

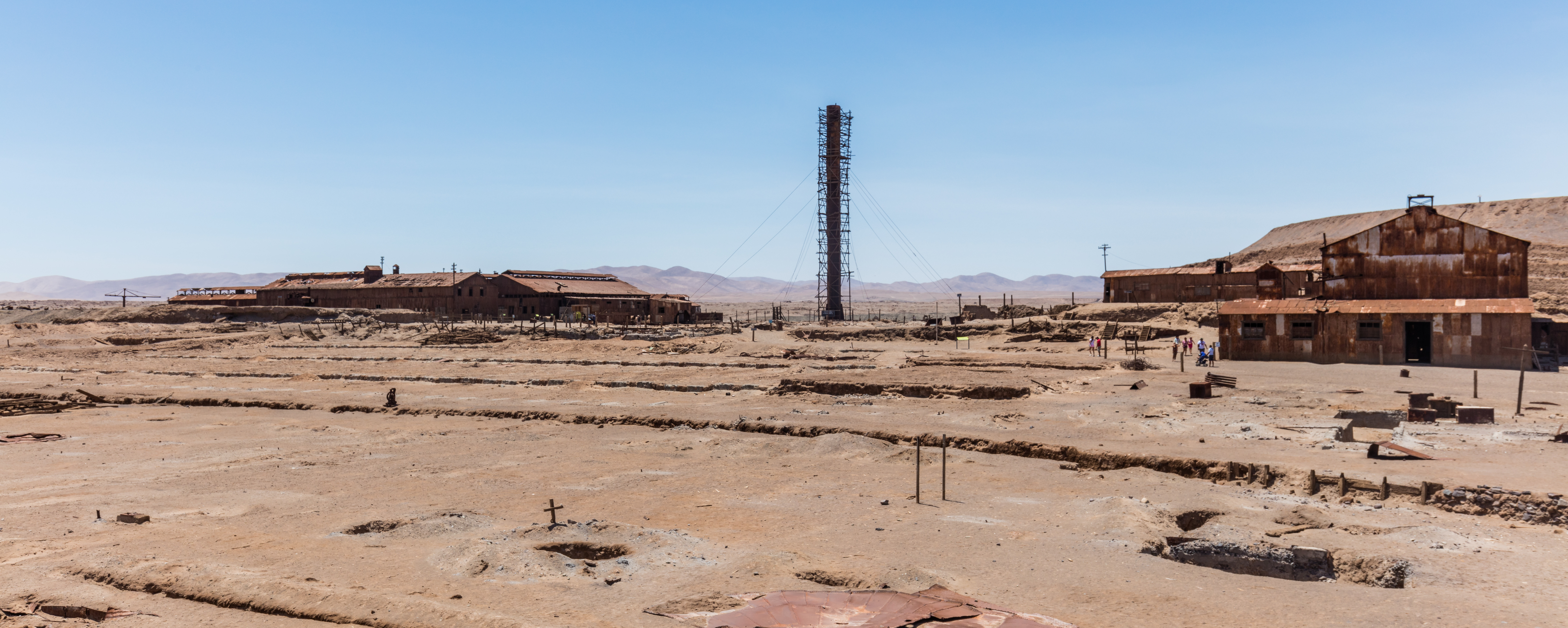
Xưởng Humberstone
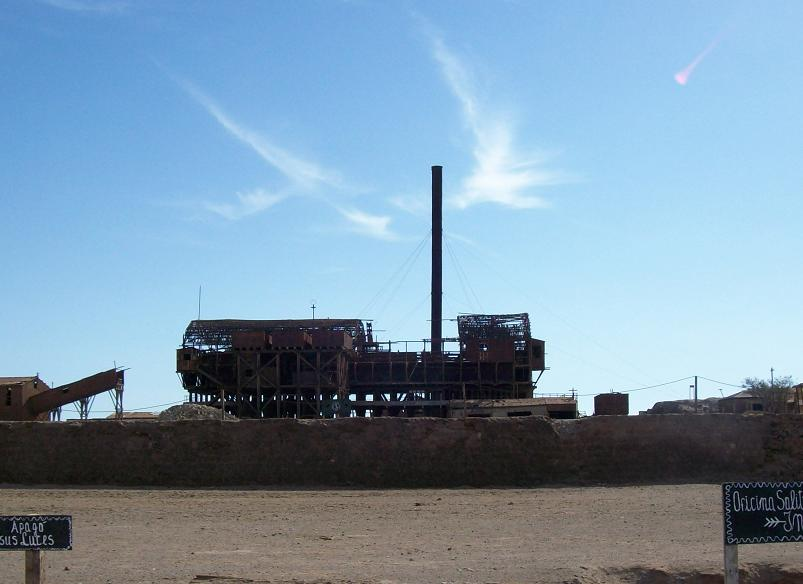
Xưởng Santa Laura
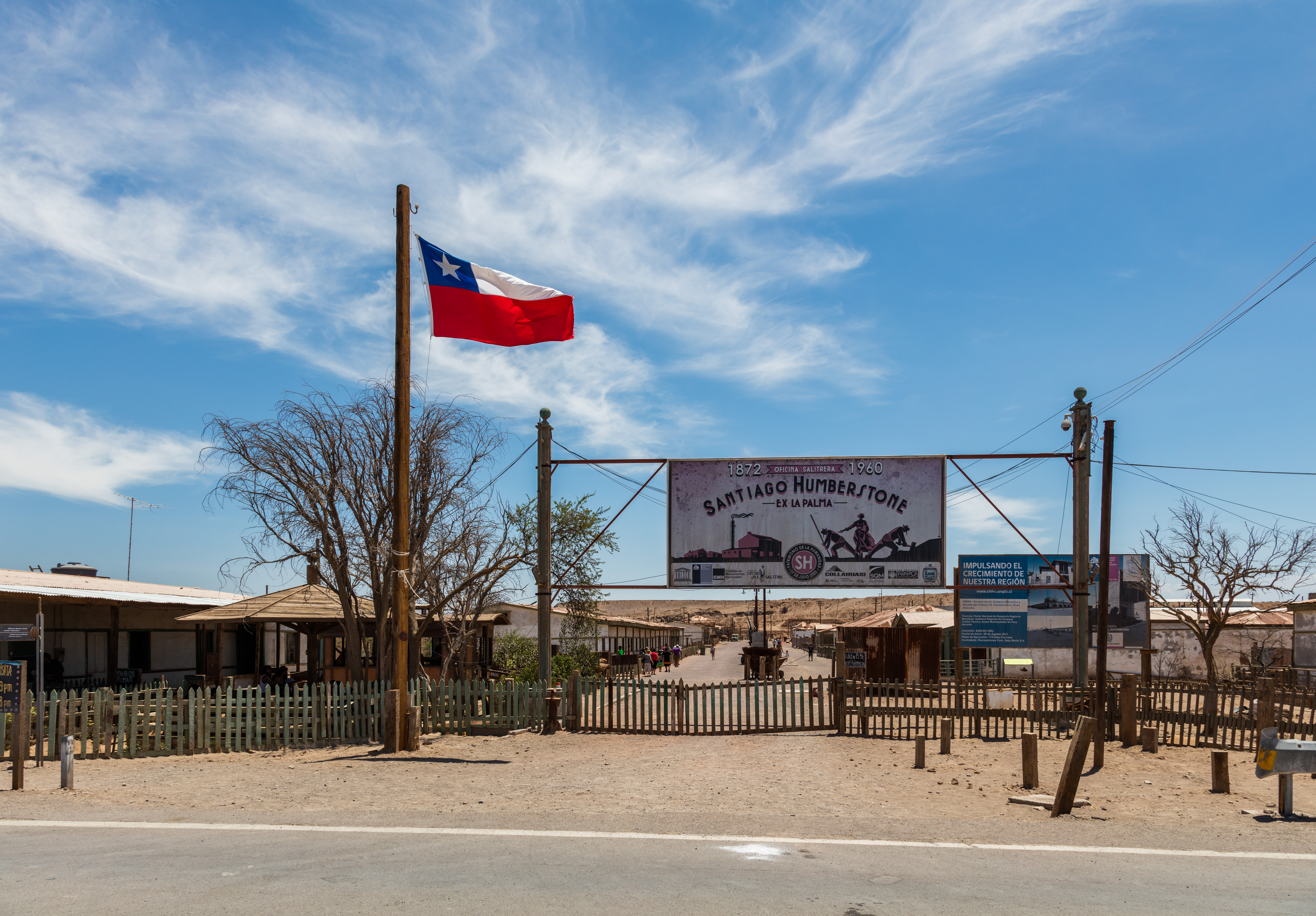
Lối vào Humberstone
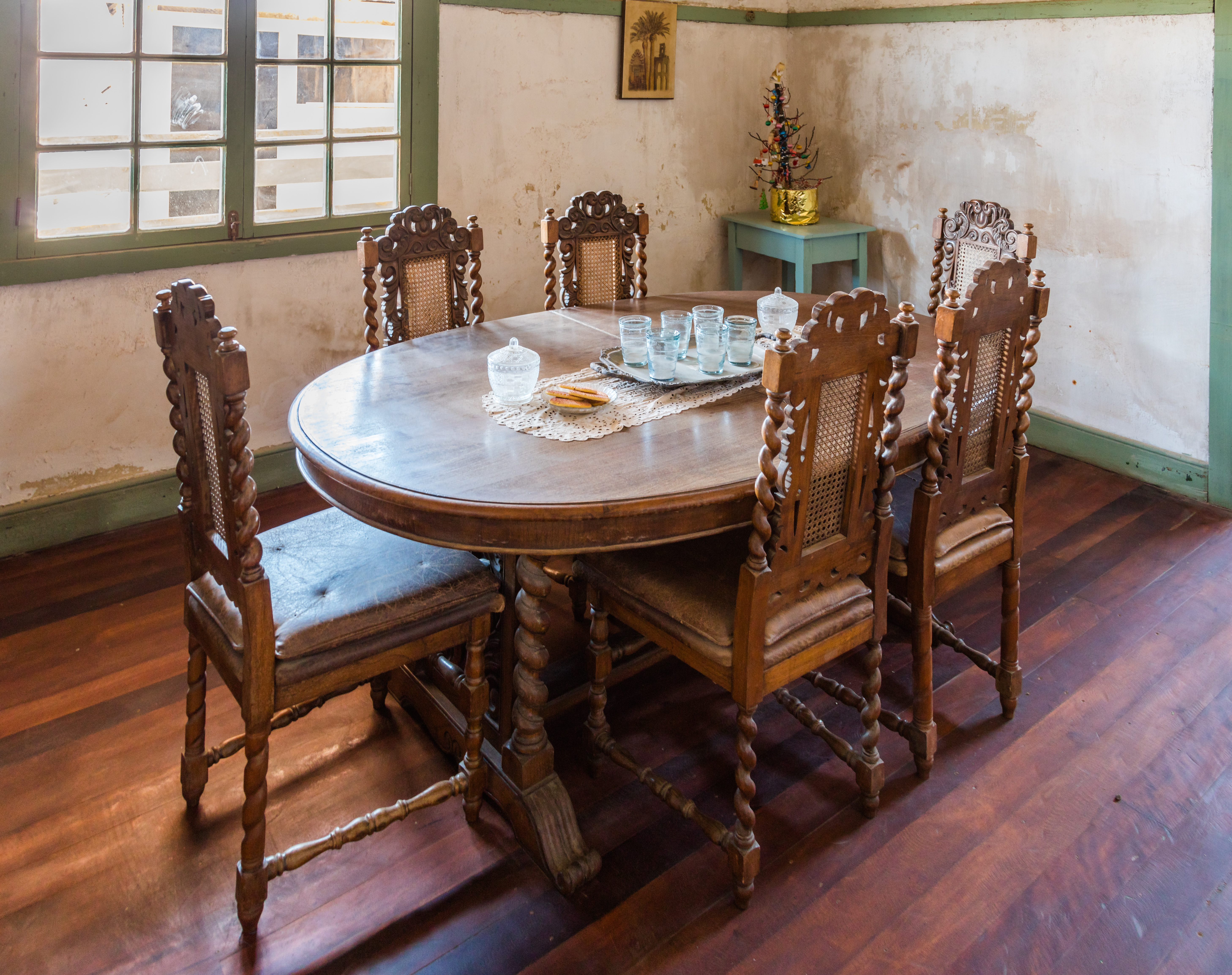
Nhà ăn
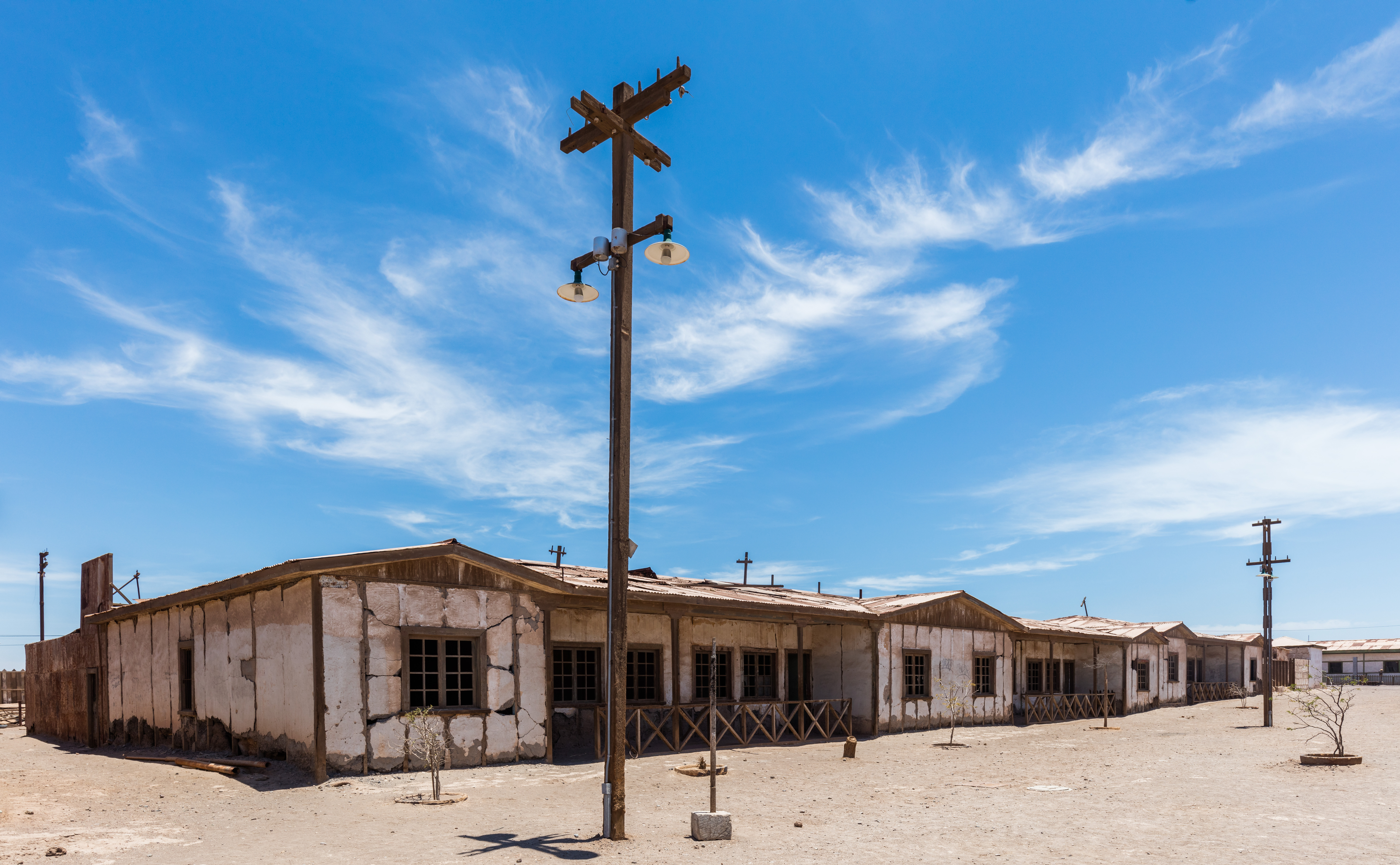
Khu nhà ở công nhân
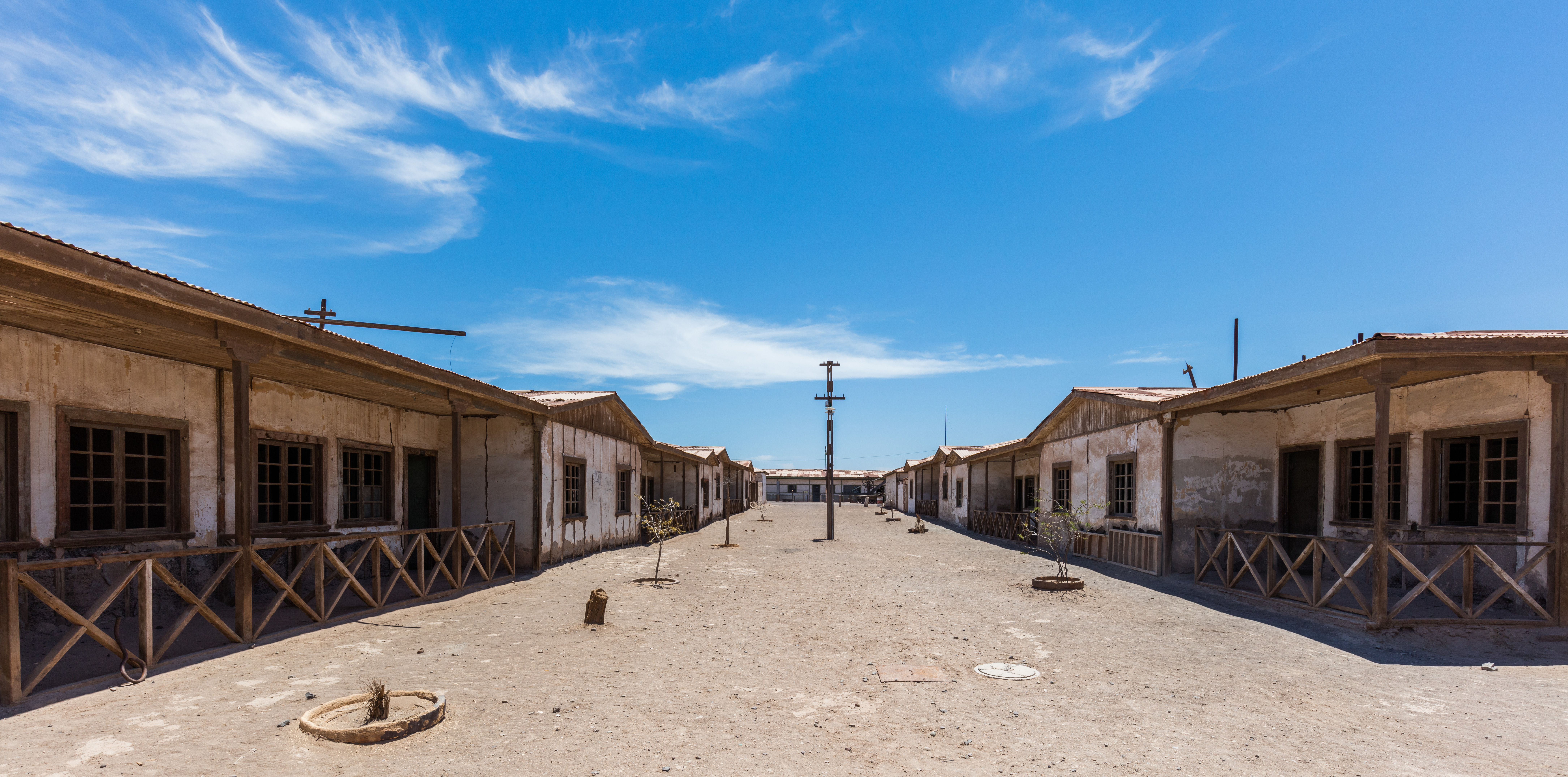
Khu nhà ở công nhân
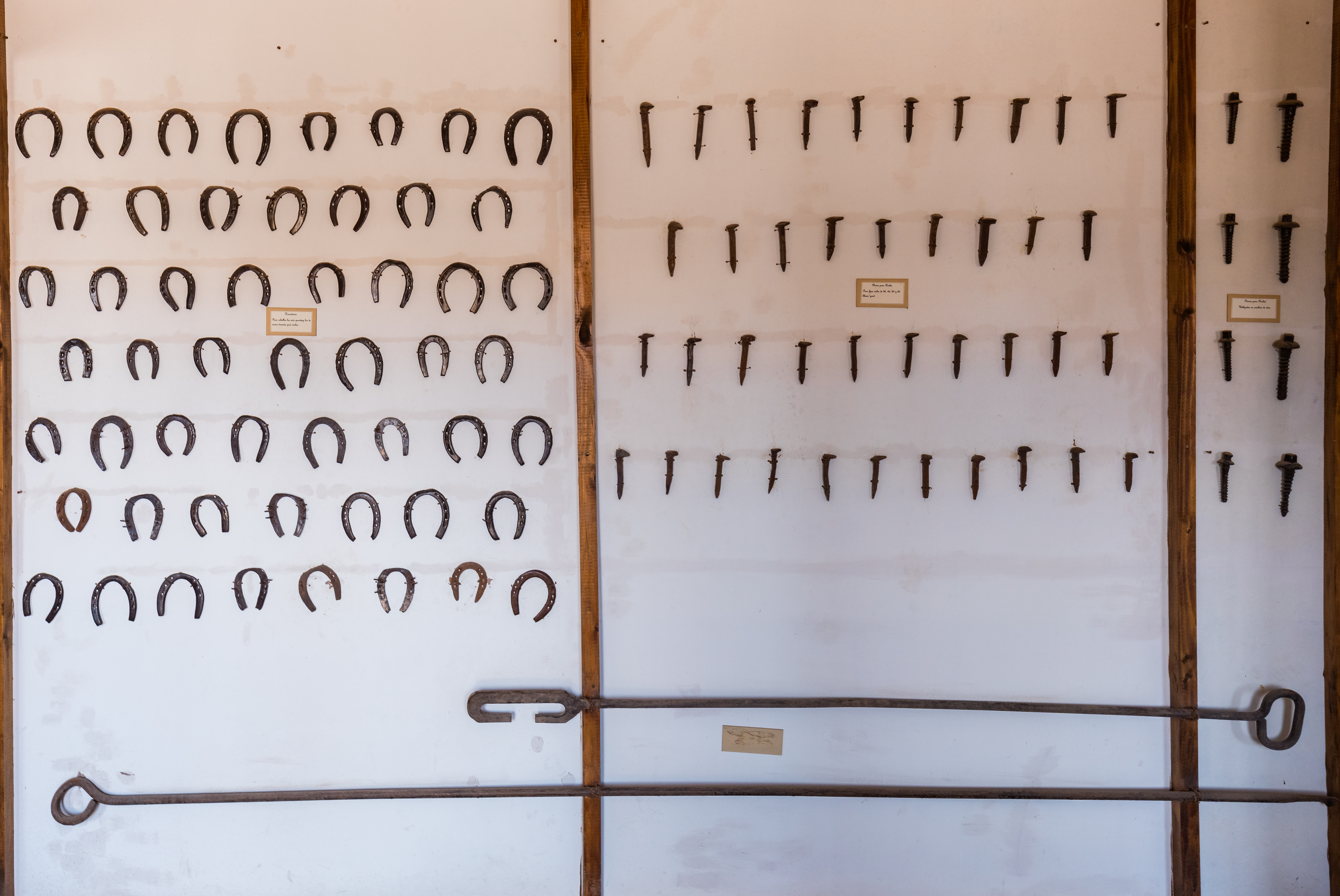
Công cụ
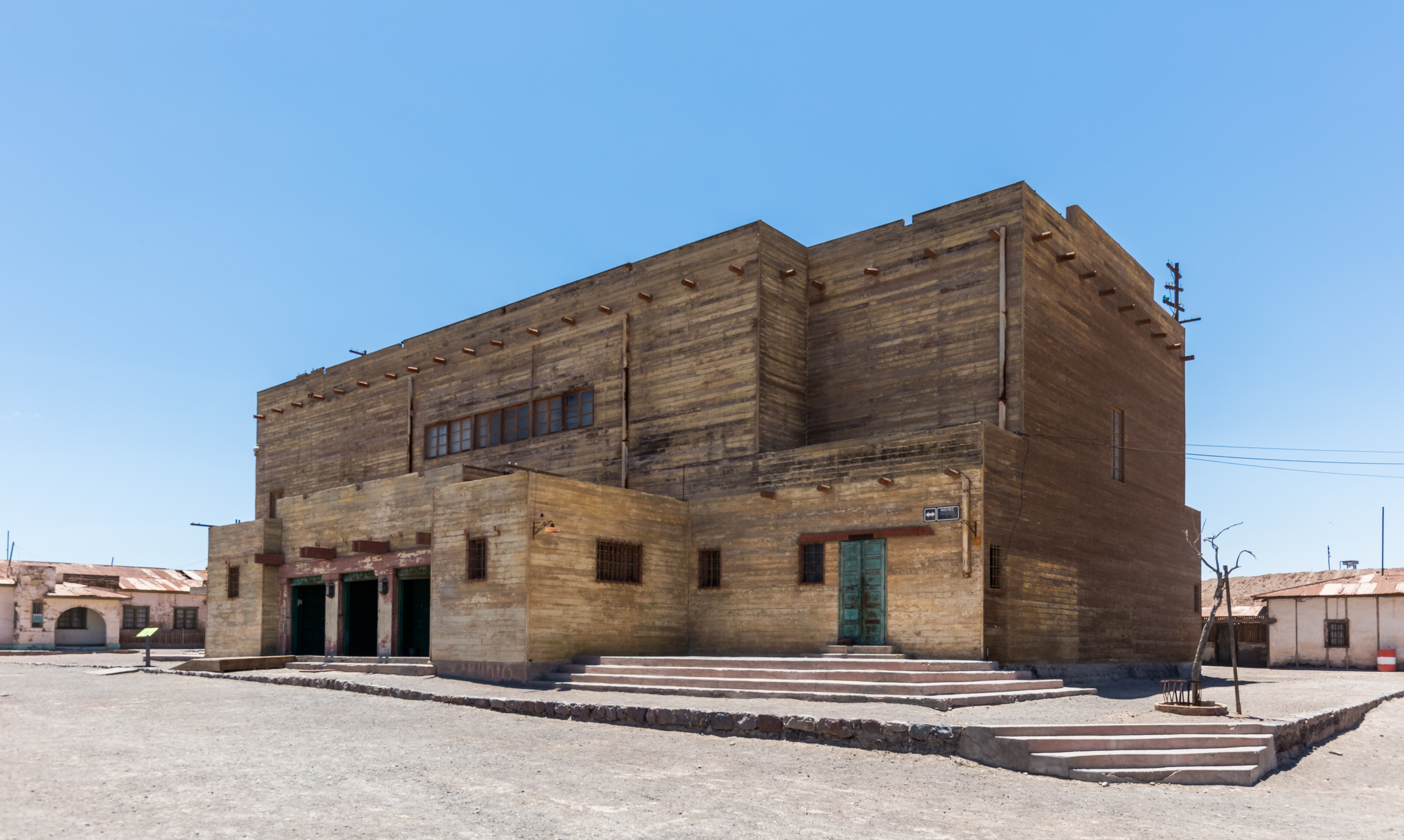
Nhà hát
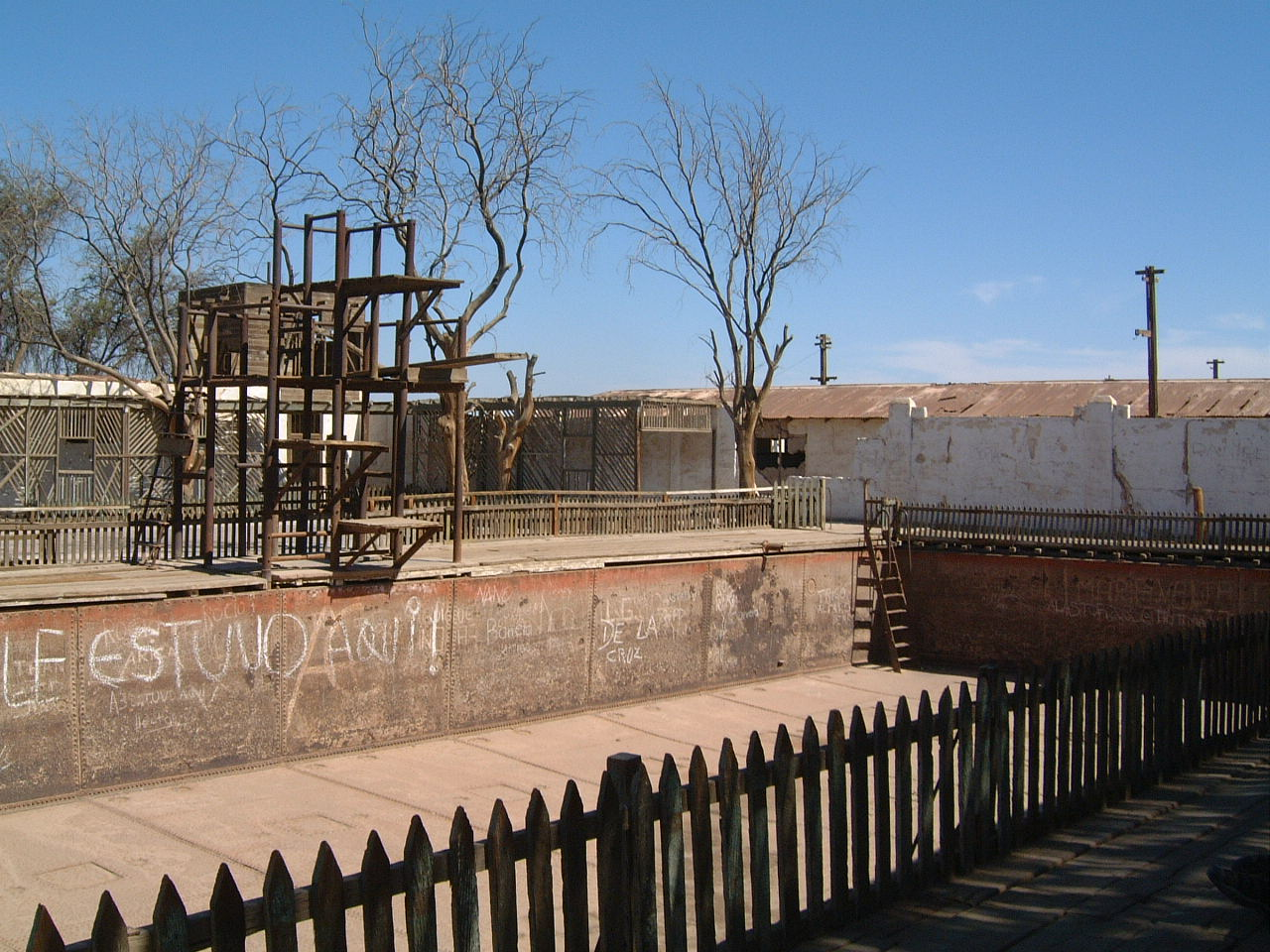
Hồ bơi
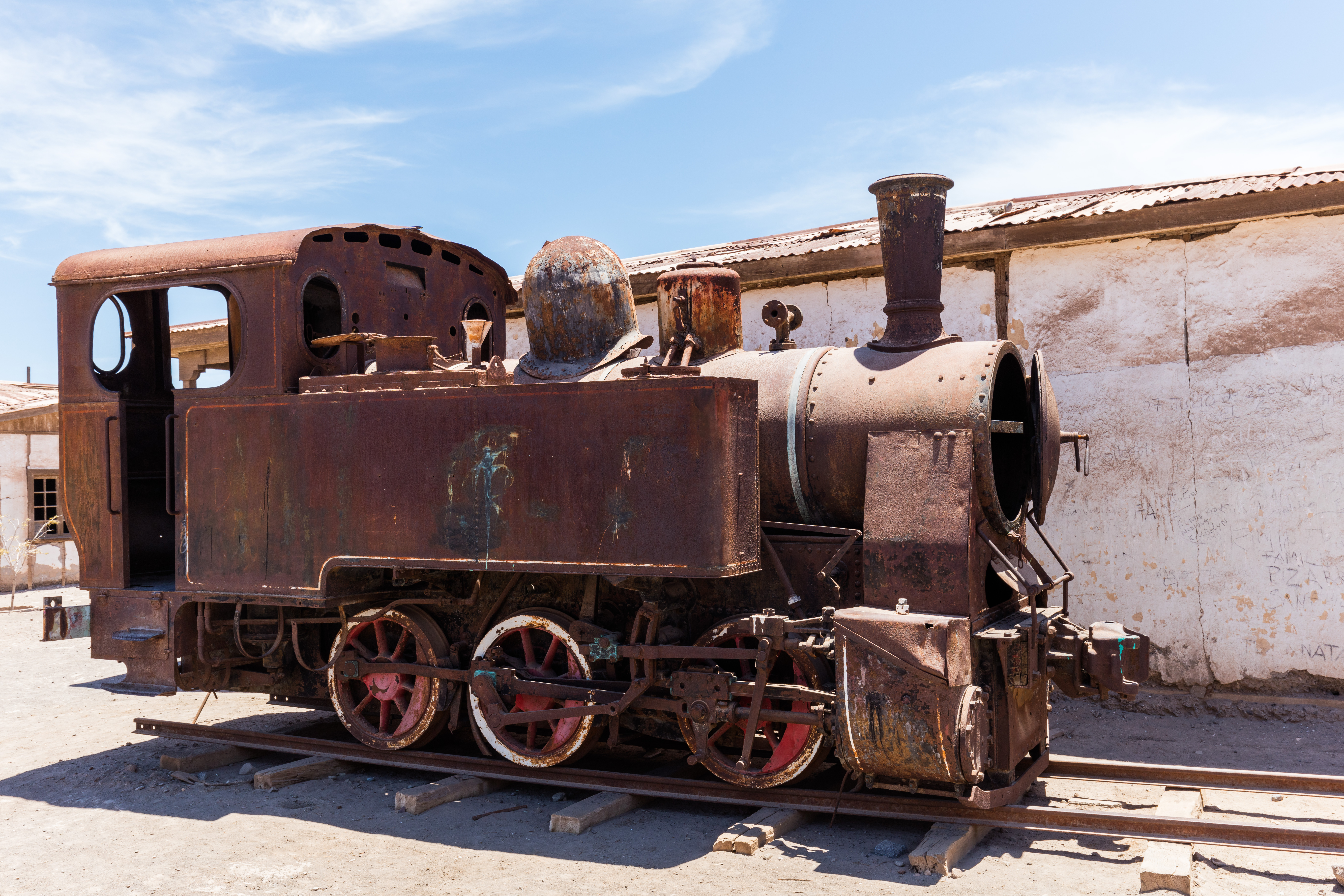
Đường xe lửa